# Nick Nuyens
Nick Nuyens (Lier, 5 de mayo de 1980) es un exciclista profesional belga. Fue profesional desde 2003 y corrió con el equipo Garmin-Sharp durante sus últimas dos temporadas. Su principal victoria fue el Tour de Flandes, monumento ciclista conseguido en 2011 cuando corría en las filas del Saxo Bank Sungard.

## Trayectoria
Hasta el momento logra sus victorias más importantes en la primavera de 2011 en las filas del Saxo Bank de Alberto Contador, al imponerse en el Tour de Flandes el monumento ciclista más prestigioso del ciclismo belga, tras derrotar al sprint al francés Sylvain Chavanel y al suizo Fabian Cancellara, semanas antes ya se había impuesto en A través de Flandes otra clásica de menor prestigio.
También había conseguido varias victorias importantes como por ejemplo la París-Bruselas de 2004; la Omloop Het Nieuwsblad de 2005 o la Kuurne-Bruselas-Kuurne de 2006. 
Sin embargo, el momento cumbre de su carrera deportiva hasta entonces era en la Vuelta a España, cuando estuvo a punto de ganador dos etapas.
En la 15.ª etapa, con final en Ponferrada (provincia de León), finalizó segundo, solamente superado por el español David García Dapena, después de una larga fuga, en compañía de un gran número de ciclistas. Los últimos cuatro supervivientes fueron los dos citados y los españoles Juanma Gárate y David Arroyo y en la 19.ª etapa, con final en Segovia, finalizó tercero, también después de una larga fuga. En los últimos kilómetros se escaparon los que a la postre se repartirían la victoria de etapa, el bielorruso Vasil Kiryienka y el también presente en la escapada anterior y ganador de la etapa David Arroyo.
Sin embargo después de la temporada 2011 no ha logrado conseguir ninguna victoria ni estar en su mejor nivel, debido a las lesiones que ha venido arrastrando desde 2012, cuando se rompió la muñeca y después la cadera en la París-Niza.
El 13 de enero de 2015 anunció su retirada del ciclismo tras trece temporadas como profesional y con 34 años de edad.

## Palmarés
| 2003 - Premio Nacional de Clausura 2004 - Ster Elektrotoer, más 1 etapa - París-Bruselas - Gran Premio de Valonia - G. P. Industria y Comercio de Prato 2005 - Omloop Het Volk - Vuelta a Gran Bretaña, más 2 etapas - Gran Premio de Valonia 2006 - Kuurne-Bruselas-Kuurne - 1 etapa de la Vuelta a Suiza | 2007 - Estrella de Bessèges, más 2 etapas - 1 etapa del Tour del Benelux 2009 - Gran Premio de Valonia 2010 - 1 etapa de la Vuelta a Austria 2011 - A través de Flandes - Tour de Flandes |

## Resultados en Grandes Vueltas y Campeonatos del Mundo
| Carrera         | Carrera         | 2003 | 2004 | 2005 | 2006 | 2007 | 2008 | 2009 | 2010  | 2011  | 2012  | 2013 | 2014 |
| --------------- | --------------- | ---- | ---- | ---- | ---- | ---- | ---- | ---- | ----- | ----- | ----- | ---- | ---- |
|                 | Giro de Italia  | —    | —    | Ab.  | —    | —    | Ab.  | —    | —     | —     | —     | —    | —    |
|                 | Tour de Francia | —    | —    | —    | —    | Ab.  | —    | —    | —     | —     | 121.º | —    | —    |
|                 | Vuelta a España | —    | —    | —    | —    | —    | 78.º | —    | 127.º | 161.º | —     | Ab.  | —    |
| Mundial en Ruta | Mundial en Ruta | —    | 83.º | 25.º | 76.º | —    | 9.º  | 63.º | —     | 48.º  | —     | —    | —    |

### Clásicas, Campeonatos y JJ. OO.
| Carrera                 | Carrera                 | 2003 | 2004  | 2005  | 2006  | 2007  | 2008 | 2009 | 2010  | 2011 | 2012  | 2013 | 2014  |
| ----------------------- | ----------------------- | ---- | ----- | ----- | ----- | ----- | ---- | ---- | ----- | ---- | ----- | ---- | ----- |
| Omloop Het Nieuwsblad   | Omloop Het Nieuwsblad   | 40.º | —     | 1.º   | 90.º  | 4.º   | 2.º  | 14.º | 55.º  | —    | —     | 65.º | 62.º  |
| Kuurne-Bruselas-Kuurne  | Kuurne-Bruselas-Kuurne  | —    | —     | Ab.   | 1.º   | 63.º  | Ab.  | 8.º  | Ab.   | —    | —     | —    | Ab.   |
| Strade Bianche          | Strade Bianche          | —    | —     | —     | —     | —     | —    | —    | —     | —    | —     | Ab.  | —     |
|                         | Milan San Remo          | —    | 176.º | 162.º | 122.º | 44.º  | 20.º | 32.º | 61.º  | 70.º | —     | —    | —     |
| A Través de Flandes     | A Través de Flandes     | 51.º | —     | 6.º   | 29.º  | 14.º  | 10.º | 16.º | 12.º  | 1.º  | —     | —    | 44.º  |
| E3 Harelbeke            | E3 Harelbeke            | —    | —     | —     | —     | —     | —    | 7.º  | Ab.   | 38.º | —     | Ab.  | 59.º  |
| Gante-Wevelgem          | Gante-Wevelgem          | —    | 22.º  | 34.º  | 23.º  | 23.º  | —    | Ab.  | —     | 39.º | —     | —    | 116.º |
|                         | Tour de Flandes         | —    | —     | 21.º  | 17.º  | 7.º   | 2.º  | 15.º | Ab.   | 1.º  | —     | —    | —     |
| Scheldeprijs            | Scheldeprijs            | 87.º | 97.º  | 13.º  | —     | —     | —    | —    | 113.º | —    | —     | —    | 153.º |
|                         | París-Roubaix           | —    | —     | 40.º  | 57.º  | Ab.   | 21.º | —    | —     | —    | —     | —    | —     |
| Flecha Brabanzona       | Flecha Brabanzona       | —    | 36.º  | 7.º   | 3.º   | 2.º   | 8.º  | —    | 22.º  | —    | —     | —    | 51.º  |
| Amstel Gold Race        | Amstel Gold Race        | —    | —     | —     | —     | 121.º | —    | 8.º  | 25.º  | 27.º | —     | —    | —     |
| Flecha Valona           | Flecha Valona           | Ab.  | 54.º  | —     | —     | —     | —    | —    | —     | Ab.  | —     | —    | —     |
|                         | Lieja-Bastoña-Lieja     | —    | 129.º | —     | —     | —     | —    | —    | —     | Ab.  | —     | —    | —     |
| EuroEyes Classics       | EuroEyes Classics       | —    | 49.º  | 17.º  | 4.º   | Ab.   | —    | 57.º | 62.º  | —    | 44.º  | —    | 97.º  |
| Clásica San Sebastián   | Clásica San Sebastián   | —    | —     | —     | —     | —     | Ab.  | —    | —     | —    | —     | —    | Ab.   |
| Bretagne Classic        | Bretagne Classic        | 31.º | —     | 27.º  | 33.º  | —     | 32.º | —    | 80.º  | —    | 78.º  | —    | 106.º |
| Gran Premio de Quebec   | Gran Premio de Quebec   | X    | X     | X     | X     | X     | X    | X    | X     | X    | 37.º  | —    | —     |
| Gran Premio de Montreal | Gran Premio de Montreal | X    | X     | X     | X     | X     | X    | X    | X     | X    | 110.º | —    | —     |
| París-Tours             | París-Tours             | 85.º | Ab.   | 78.º  | 29.º  | —     | 24.º | 18.º | —     | —    | —     | —    | —     |
|                         | Giro de Lombardía       | Ab.  | —     | —     | —     | —     | —    | —    | —     | 61.º | —     | —    | —     |
| Mundial en Ruta         | Mundial en Ruta         | —    | 83.º  | 25.º  | 76.º  | —     | 9.º  | 63.º | —     | 48.º | —     | —    | —     |
| Bélgica en Ruta         | Bélgica en Ruta         | —    | —     | 5.º   | 67.º  | 4.º   | 67.º | 8.º  | 5.º   | —    | 48.º  | —    | 70.º  |

## Equipos
- Quick Step (2003-2006)
- Cofidis (2007-2008)
- Rabobank (2009-2010)
- Team Saxo Bank (2011-2012)
  - Team Saxo Bank Sungard (2011) (hasta junio)
  - Team Saxo Bank-Tinkoff Bank (2012)
- Garmin-Sharp (2013-2014)